# Desarrollo de Guiones
Desarrollo de Guiones es un concurso de proyectos de guion cinematográfico de largometraje de ficción que realiza anualmente el Instituto Nacional de Cine y Artes Audiovisuales (INCAA) de Argentina desde 2017.
Lucrecia Martel, Santiago Loza, Natalia Smirnoff, Javier Van De Couter, Alejandro Fadel, Pablo Solarz y Jorge Goldenberg son algunos de los prestigiosos cineastas que se han desempeñado como tutores del concurso, asesorando a los guionistas ganadores durante el proceso de escritura.

## Características
Cada año, el INCAA abre la convocatoria, orientada a guionistas con experiencia, en el caso de la modalidad "nacional", y a nuevos guionistas, para la modalidad "regional", en ambos casos residentes en Argentina. Los postulantes presentan proyectos para la escritura de un largometraje, de temática libre. El Instituto designa un Jurado, que elige los proyectos ganadores (solo dos por región, y cinco en total para la modalidad "nacional"). Los autores de los proyectos ganadores reciben apoyo económico durante el proceso de escritura, así como también asesoramiento de parte de prestigiosos tutores, y presentan al INCAA sucesivas versiones de su guion, acreditando la evolución del proyecto.

## Ganadores de la primera edición
Modalidad "nacional", primer llamado:
- "Nada es lo que parece", de Diego Lerman, Mara Pescio y Mariano Vera.
- "Criancero", de Ignacio Chaneton.
- "Los extraños", de Juan Martín Hsu.
- "Hombre muerto", de Leandro Ipiña.
- "Los delincuentes", de Rodrigo Moreno.

Región Centro Metropolitano:
- "No te bajes", de Federico Gatto.
- "MAPU", de Romina Figueiras.

Región Centro Norte:
- "Los lados", de Agustín Falco.
- "Córdoba Hogar", de Linda Díaz y Florencia Bastida.

Región Noroeste:
- "Corralito", de Andrea Rico Altamiranda, Alejandra Soler Carmona y Roberto Acebedo.
- "Infanta", de Federico Niederle.

Región Noreste:
- "Las fronteras del tiempo", de Carmen Ferreira.
- "El bosque desordenado", de Gabriel Zaragoza.

Región Patagonia:
- "La jauría", de Anatoli Jaldín Villarroel.
- "La última aventura de Clemente Onelli", de Diego Lumerman.

Región Cuyo:
- "La fiscal", de Milagros Figueroa Garro.
- "En el aire", de Sergio Romero y Gabriel Romero.

Modalidad "nacional", segundo llamado:
- "Capitán Parrilla", de Leandro Custo.
- "La foca y el lanzallamas", de Leonel D'Agostino.
- "En grado de tentativa", de Luis Bernardez.
- "Pirata", de Martín Piroyansky e Ignacio Sánchez Mestre.
- "El santo", de Pedro Ielpi.

La primera edición corresponde a la convocatoria 2017 y los ganadores fueron anunciados en 2018.